# Список тюрем в Білорусі

## Список установ
| Назва                            | Область      | Місто    |
| -------------------------------- | ------------ | -------- |
| Виправна установа «В'язниця № 1» | Гродненська  | Гродно   |
| Виправна установа «В'язниця № 4» | Могильовська | Могильов |
| Виправна установа «В'язниця № 8» | Мінська      | Жодино   |

| Назва                           | Область      | Місто      |
| ------------------------------- | ------------ | ---------- |
| Установа «Слідчий ізолятор № 1» | Мінська      | Мінськ     |
| Установа «Слідчий ізолятор № 2» | Вітебська    | Вітебськ   |
| Установа «Слідчий ізолятор № 3» | Гомельська   | Гомель     |
| Установа «Слідчий ізолятор № 5» | Могильовська | Бобруйськ  |
| Установа «Слідчий ізолятор № 6» | Берестейська | Барановичі |
| Установа «Слідчий ізолятор № 7» | Берестейська | Берестя    |

| Назва                                   | Область      | Місто     |
| --------------------------------------- | ------------ | --------- |
| Виправна установа «Виховна колонія № 1» | Вітебська    | Вітебськ  |
| Виправна установа «Виховна колонія № 2» | Могильовська | Бобруйськ |

| Назва                                            | Область      | Місто                                     | Додаткова інформація                                                               |
| ------------------------------------------------ | ------------ | ----------------------------------------- | ---------------------------------------------------------------------------------- |
| Установа «Лікувально-трудовий профілакторій № 1» | Гомельська   | Світлогорськ                              | —                                                                                  |
| Установа «Лікувально-трудовий профілакторій № 2» | Могильовська | Горки                                     | Жіночий ЛТП                                                                        |
| Установа «Лікувально-трудовий профілакторій № 3» | Мінська      | селище Шищици                             | З 2009 році — жіночий ЛТП                                                          |
| Установа «Лікувально-трудовий профілакторій № 4» | Вітебська    | Вітебськ                                  | —                                                                                  |
| Установа «Лікувально-трудовий профілакторій № 5» | Гродненська  | Новогрудок/Новгород-Литовський/Новгородок | —                                                                                  |
| Установа «Лікувально-трудовий профілакторій № 6» | Мінська      | Дзержинськ                                | —                                                                                  |
| Установа «Лікувально-трудовий профілакторій № 7» | Могильовська | Могильов                                  | Споруджений на базі розформованого ІК-19                                           |
| Установа «Лікувально-трудовий профілакторій № 8» | Вітебська    | Новополоцьк                               | Споруджений на базі розформованого ІК-10, в 2017 році на його базі споруджена ІК-1 |
| Установа «Лікувально-трудовий профілакторій № 9» | Вітебська    | Вітебськ                                  | Жіночий ЛТП                                                                        |

| Назва                                      | Область      | Місто             | Додаткова інформація |
| ------------------------------------------ | ------------ | ----------------- | --- |
| Установа «Виправна колонія № 1»            | Вітебська    | Новополоцьк       | Чоловіча колонія загального і посиленого режимів утримування; споруджена в 2017 році на базі ЛТП-8                                      |
| Установа «Виправна колонія № 2»            | Могильовська | Бобруйськ         | Чоловіча колонія загального і посиленого режимів утримування                                                                            |
| Установа «Виправна колонія № 3»            | Вітебська    | селище Вітьба     | Чоловіча колонія загального і посиленого режимів утримування                                                                            |
| Установа «Виправна колонія № 4»            | Гомельська   | Гомель            | Жіноча колонія загального і посиленого режимів утримування                                                                              |
| Установа «Виправна колонія № 5»            | Берестейська | Івацевичі         | Чоловіча колонія суворого режиму |
| Установа «Виправна колонія № 8»            | Вітебська    | Орша              | Чоловіча колонія суворого режиму |
| Установа «Виправна колонія № 9»            | Могильовська | Горки             | Чоловіча колонія суворого режиму |
| Установа «Виправна колонія № 11»           | Гродненська  | Вовковиськ        | Чоловіча колонія суворого режиму |
| Установа «Виправна колонія № 12»           | Вітебська    | Орша              | Чоловіча колонія. Спеціалізується на утриманні та лікуванні засуджених, хворих на активну форму туберкульозу                            |
| Установа «Виправна колонія № 13»           | Вітебська    | Глибоке           | Чоловіча колонія особливого режиму. Також є профільною колонією суворого режиму для засуджених за незаконний оборот наркотичних засобів |
| Установа «Виправна колонія № 14»           | Мінська      | село Новосади     | Чоловіча колонія суворого режиму |
| Установа «Виправна колонія № 15»           | Могильовська | Вейна             | Чоловіча колонія |
| Установа «Виправна колонія-поселення № 16» | Могильовська | Горки             | Більшість які відбувають покарання - винуватці ДТП зі смертельними наслідками                                                           |
| Установа «Виправна колонія № 17»           | Могильовська | Шклов             | Чоловіча колонія |
| Установа «Виправна колонія № 20»           | Гомельська   | Мозир             | Чоловіча колонія суворого режиму |
| Установа «Виправна колонія-поселення № 21» | Гомельська   | Шубіна            | Відбувають покарання і чоловіки, і жінки                                                                                                |
| Установа «Виправна колонія № 22»           | Берестейська | селище Вовчі нори | Відбувають покарання переважно засуджені за зберігання та розповсюдження наркотиків; створена на базі споруд дисциплінарного батальйону |
| Установа «Виправна колонія № 24»           | Гомельська   | Заріччя           | Жіноча колонія суворого режиму; створена на базі військового містечка ракетної частини                                                  |
| Установа «Виправна колонія-поселення № 26» | Гродненська  | селище Ґезґали    | Створена на базі розформованого військового містечка 376-го ракетного полку                                                             |